# Grand Prix automobile de Grande-Bretagne 1978
Résultats du Grand Prix de Grande-Bretagne de Formule 1 1978 qui a eu lieu sur le circuit de Brands Hatch le 16 juillet 1978.

## Classement

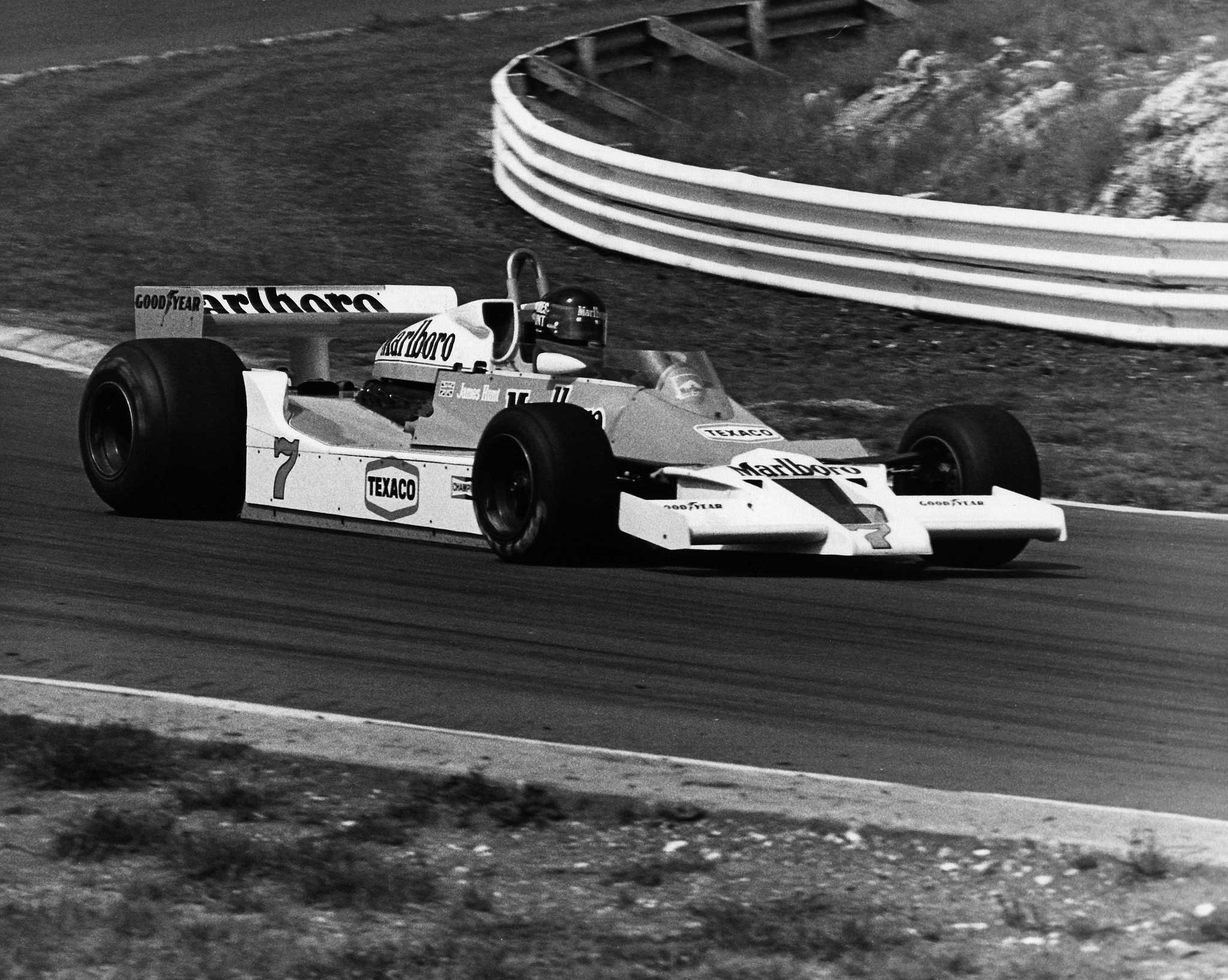
James Hunt, sur Mclaren M26, abandonne au septième tour à Brands Hatch

| Pos  | N° | Pilote                | Écurie             | Tours | Temps/Abandon          | Grille | Points |
| ---- | -- | --------------------- | ------------------ | ----- | ---------------------- | ------ | ------ |
| 1    | 11 | Carlos Reutemann      | Ferrari            | 76    | 1 h 42 min 12 s 39     | 8      | 9      |
| 2    | 1  | Niki Lauda            | Brabham-Alfa Romeo | 76    | +1 s 23                | 4      | 6      |
| 3    | 2  | John Watson           | Brabham-Alfa Romeo | 76    | +37 s 25               | 9      | 4      |
| 4    | 4  | Patrick Depailler     | Tyrrell-Ford       | 76    | +1 min 13 s 27         | 10     | 3      |
| 5    | 16 | Hans-Joachim Stuck    | Shadow-Ford        | 75    | +1 tour                | 18     | 2      |
| 6    | 8  | Patrick Tambay        | McLaren-Ford       | 75    | +1 tour                | 20     | 1      |
| 7    | 33 | Bruno Giacomelli      | McLaren-Ford       | 75    | +1 tour                | 16     |        |
| 8    | 30 | Brett Lunger          | McLaren-Ford       | 75    | +1 tour                | 24     |        |
| 9    | 19 | Vittorio Brambilla    | Surtees-Ford       | 75    | +1 tour                | 25     |        |
| 10   | 26 | Jacques Laffite       | Ligier-Matra       | 73    | +3 tours               | 7      |        |
| Nc.  | 9  | Jochen Mass           | ATS-Ford           | 65    | +11 tours              | 26     |        |
| Abd. | 10 | Keke Rosberg          | ATS-Ford           | 59    | Suspension             | 22     |        |
| Abd. | 17 | Clay Regazzoni        | Shadow-Ford        | 49    | Boîte de vitesses      | 17     |        |
| Abd. | 15 | Jean-Pierre Jabouille | Renault            | 46    | Turbo                  | 12     |        |
| Abd. | 35 | Riccardo Patrese      | Arrows-Ford        | 40    | Suspension             | 5      |        |
| Abd. | 3  | Didier Pironi         | Tyrrell-Ford       | 40    | Boîte de vitesses      | 19     |        |
| Abd. | 20 | Jody Scheckter        | Wolf-Ford          | 36    | Boîte de vitesses      | 3      |        |
| Abd. | 14 | Emerson Fittipaldi    | Fittipaldi-Ford    | 32    | Moteur                 | 11     |        |
| Abd. | 37 | Arturo Merzario       | Merzario-Ford      | 32    | Distribution d'essence | 23     |        |
| Abd. | 22 | Derek Daly            | Ensign-Ford        | 30    | Perte d'une roue       | 15     |        |
| Abd. | 5  | Mario Andretti        | Lotus-Ford         | 28    | Moteur                 | 2      |        |
| Abd. | 27 | Alan Jones            | Williams-Ford      | 26    | Transmission           | 6      |        |
| Abd. | 12 | Gilles Villeneuve     | Ferrari            | 19    | Transmission           | 13     |        |
| Abd. | 25 | Héctor Rebaque        | Lotus-Ford         | 15    | Boîte de vitesses      | 21     |        |
| Abd. | 7  | James Hunt            | McLaren-Ford       | 7     | Accident               | 14     |        |
| Abd. | 6  | Ronnie Peterson       | Lotus-Ford         | 6     | Distribution d'essence | 1      |        |
| Nq.  | 18 | Rupert Keegan         | Surtees-Ford       |       | Non qualifié           |        |        |
| Nq.  | 36 | Rolf Stommelen        | Arrows-Ford        |       | Non qualifié           |        |        |
| Nq.  | 23 | Geoff Lees            | Ensign-Ford        |       | Non qualifié           |        |        |
| Nq.  | 40 | Tony Trimmer          | McLaren-Ford       |       | Non qualifié           |        |        |

Légende :
- Abd.=Abandon

## Pole position et record du tour
- Pole position : Ronnie Peterson en 1 min 16 s 80 (vitesse moyenne : 197,203 km/h).
- Tour le plus rapide : Niki Lauda en 1 min 18 s 60 au 72e tour (vitesse moyenne : 192,687 km/h).

## Tours en tête
- Mario Andretti : 23 (1-23)
- Jody Scheckter : 10 (24-33)
- Niki Lauda : 26 (34-59)
- Carlos Reutemann : 17 (60-76)

## À noter
- 8e victoire pour Carlos Reutemann.
- 71e victoire pour Ferrari en tant que constructeur.
- 71e victoire pour Ferrari en tant que motoriste.